# День защиты данных
День защиты данных (англ. Data Protection Day или Data Privacy Day) — международный день, который отмечают ежегодно 28 января. Целью Дня защиты данных является повышение осведомленности и пропаганда приватности и лучших способов защиты данных. Сейчас отмечается в США, Канаде и 47 странах-участницах Совета Европы.

## Цель
Первоначально образовательная инициатива Дня защиты данных была сосредоточена на повышении осведомленности среди предпринимателей и пользователей по защите их персональной онлайн-информации, особенно в контексте социальных сетей. За последние годы образовательный аспект значительно расширился.
Кроме того, День защиты данных пропагандирует меры, стимулирующие развитие технологических инструментов личного контроля над персональной информацией, поощряет соблюдение законодательства о конфиденциальности и создание диалогов между сторонами, заинтересованными в улучшении защиты данных. Международное празднование дня служат тому, чтобы привлечь к сотрудничеству правительства, индустрию, ученых, специалистов, общественные и образовательные организации.

## История
28 января 1981 года Совет Европы открыл для подписания Конвенцию «О защите лиц в связи с автоматизированной обработкой персональных данных». В конвенцию вносятся поправки в процессе обновления, чтобы отражать новые вызовы, вызванные технологическим развитием.
Конвенция о киберпреступности (Будапештская конвенция) в 2001 году также призвана защищать целостность систем данных и, таким образом, конфиденциальность в киберпространстве.
Также приватность и конфиденциальность данных защищается статьей 8 Европейской конвенции по правам человека.
Впервые Европейский день защиты данных был инициирован Советом Европы в 2007 году. Через два года, 26 января 2009 г., Палата представителей США единогласно приняла резолюцию HR 31, которая провозгласила 28 января Национальным днем приватности данных. 28 января 2009 года Сенат США выдал соответствующую резолюцию и также признавал День приватности данных в 2010 и 2011 годах.

## Участвующие организации
Среди организаций, которые принимают участие в Дне приватности данных: Anti-Phishing Working Group, California Office of Privacy Protection, Cyber Data-Risk Managers, EDUCAUSE, Джорджтаунский университет, Федеральная торговая комиссия, Федеральная комиссия по связи, Федеральное бюро расследований, Генеральная прокуратура штата Нью-Йорк, Online Trust Alliance, Комиссар по информации Великобритании и другие.